# Gianni Bella

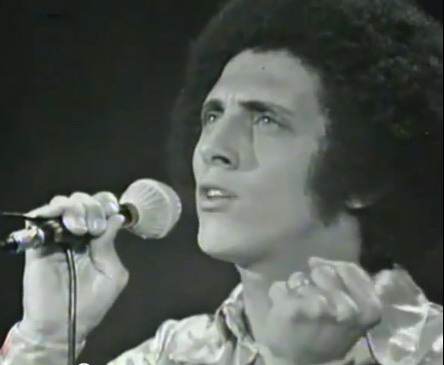
Gianni Bella w programie Canzonissima (1974)

Gianni Bella (ur. 14 marca 1947 w Katanii) – włoski piosenkarz i kompozytor. Jako piosenkarz był popularny zwłaszcza w latach 70. XX wieku, kiedy współpracował z kompozytorem i autorem tekstów Giancarlo Bigazzim. Ich najbardziej znanym przebojem był „Non si può morire dentro” z 1976 roku, sprzedany w liczbie 2 milionów kopii.
5-krotnie występował na Festiwalu Piosenki Włoskiej w San Remo, ale bez powodzenia. Jego siostra, Marcella jest piosenkarką.

## Życiorys

### Lata 60. i 70.
Gianni Bella urodził się 14 marca 1947 roku w Katanii. Pod koniec lat 60. wyjechał do Mediolanu wraz z siostrą Marcellą, dla której skomponował kilka piosenek: „Hai ragione tu” i „Nessuno mai”.
W 1972 roku nawiązał współpracę z kompozytorem i autorem tekstów Giancarlo Bigazzim, który napisał tekst do jego kompozycji ”Montagne verdi”; piosenka, którą wykonała siostra Belli, doszła do 3. miejsca na Hit Parade Italia. W 1974 Bella zadebiutował jako wykonawca piosenką „Più ci penso”.
W 1976 roku skomponował do tekstu Bigazziego piosenkę „Non si può morire dentro”. Piosenka wygrała Festivalbar dochodząc do 1. miejsca na Hit Parade Italia oraz do czołowych miejsc na listach poszczególnych krajów latynoskich. Została sprzedana w liczbie 2 milionów egzemplarzy stając się znaczącym sukcesem Belli jako piosenkarza. 

### Lata 80. i 90.
W latach 80. nawiązał współpracę z Mogolem, której owocem stały się albumy: G.B.1 Nuova Gente (1983), Una luce (1986) i Due Cuori Rossi Di Vergogna (1988).
W 1981 roku zadebiutował na Festiwalu Piosenki Włoskiej w San Remo prezentując piosenkę „Questo amore non si tocca”, do której tekst napisał Bigazzi. Piosenka przeszła jednak niezauważona, a do artysty przylgnęła etykieta „brat Marcelli Belli”, ponieważ jego siostra była bardziej rozpoznawalna wśród telewidzów. Dlatego w swym kolejnym udziale w San Remo w roku 1990 zdecydował się wystąpić razem z nią prezentując piosenkę „Verso l’ ignoto”, ale i ona nie wzbudziła zainteresowania. Po raz kolejny wystąpił w San Remo rok później przedstawiając piosenkę „La fila degli oleandri” do tekstu Mogola, i tym razem bez powodzenia. W 1999 roku napisał wspólnie z Mogolem piosenkę „L’emozione non ha voce”, która stała się popularnym przebojem w wykonaniu Adriana Celentano.

### XXI wiek
W 2001 roku wystąpił po raz 4. w San Remo, przedstawiając piosenkę „Il profumo del mare”, skomponowaną do tekstu Mogola. W 2005 roku napisał dla siostry piosenkę „Uomo bastardo”, zaprezentowaną przez nią w San Remo. W 2007 roku wystąpił w San Remo wspólnie z siostrą, wykonując piosenkę z tekstem Mogola, „Forever – Per sempre”,. Piosenka znalazła się na nagranym w tym samym roku wspólnie z siostrą albumie Forever per sempre.
W styczniu 2010 roku przeszedł udar mózgu. Powrócił do działalności artystycznej, ale miał trudności w mówieniu. Napisał wspólnie z Mogolem libretto do opery Storia di una capinera, wystawionej w 2011 roku w Parmie. 8 marca 2015 roku siostra zorganizowała na jego cześć koncert w teatrze Dal Verme w Mediolanie. Wydarzenie, w którym wzięło udział wielu gości, zostało wyemitowane przez Rete 4 9 czerwca 2015 roku.
Artysta mieszka (2015) pod opieką córki Chiary w wiejskim domu w Montechiarugolo, niedaleko Parmy.